# 尼子四郎
尼子 四郎（あまこ しろう、慶應元年（1865年）- 昭和5年（1930年）7月7日）は、日本の医学者、出版・編集者。字は信久、石筍と号す。

## 経歴
1865年、安芸国山県郡戸河内村本郷（現在の広島県安芸太田町）生まれ。家系は尼子氏の流れを組み、代々庄屋をつとめた。しかし維新の社会的変動で庄屋職の父は没落、母は四郎出産後死亡し、不遇な環境で育った。
12、3歳の頃、広島に出て漢学を学ぶ。1887年、広島医学校（現・広島大学医学部）を首席で卒業。同級に富士川游ら。一年研修の後1888年、新設された東京帝国大学医科大学選科・青山内科に入った。しかし1890年、腸チフスに罹って中退。離京して島根県益田市で静養した後、郷里・戸河内村や山口県下松市で開業するが、カリエスに罹患するなどで医院を畳み、再び東京に出る。同郷の富士川游、呉秀三、三宅良一らと1896年「芸備医学会」（現在の広島医学会）を創立し広島地方の医学水準向上に寄与した。
勤務医を経て、1903年に東京の谷中で「尼子医院」を開業、すぐに千駄木に移り同年、ドイツの医学出版を模範とした日本初の医学文献抄録誌「医学中央雑誌」（以下「医中誌」）を創刊した。また、各種の医書、医学雑誌を編集・発刊。
昭和5年7月7日卒去。行年66歳。法号は顕興院釈寿山居士。寿山は号。墓所はかつて文京区向丘の一音寺にあったが。現在は築地本願寺和田堀廟所にある。

## 逸話
- 患者に弥生町の浅野公本家・分家があり、広島出身の医師が旧藩主の脈をとるということで信用を博し有名医となったといわれる[2]。
- 千駄木での開業時代に隣家が夏目漱石宅で、漱石の妻・夏目鏡子が述べているように、四郎は夏目家の家庭医でもあった。小説『吾輩は猫である』の登場人物である甘木先生は四郎がモデルである[2][3][5]。

## 功績
四郎個人の志しで始めた「医中誌」は、日本に於ける情報サービスの嚆矢とされ、外部からの援助を受けることなく四郎の没後も長男・尼子富士郎が継ぎ、さらに富士郎没後も、編集が続き、日本の医学関連の専門誌類の記事の索引と抄録を作成、発信を続け2014年、110年を越えた。雑誌文献のデータベースでは日本一の長寿といわれる。時代の変遷とともに冊子からCD-ROM、ウェブへ発信形態は変化したが「医中誌」は、医学研究者の必須・座右の文献ともいわれ、医学界に与える恩恵は多大といわれる。

## 著作
- 富士川游・小川剣三郎・唐沢光徳共著『杏林叢書』1922年
- 富士川游共著『日本内科全書』
- 富士川游共著『医談』
- 富士川游共著『法爾』
- 富士川游共著『人性』
- 富士川游共著『飽薇』